# جير بيسرني
جير بيسرني (بالبرتغالية: Jair Picerni‏) هو مدرب كرة قدم ولاعب كرة قدم برازيلي في مركز الدفاع، ولد في 20 أكتوبر 1944 في ساو باولو في البرازيل. لعب مع نادي بالميراس ونادي بونتي بريتا ونادي غواراني.

## وصلات خارجية
- جير بيسرني على موقع أوليمبيديا (الإنجليزية)